# لی ژنگیو
لی ژنگیو (انگلیسی: Li Zhengyu؛ زادهٔ ۱۰ اکتبر ۱۹۷۴) کشتی‌گیر اهل چین بود. وی در بازی‌های المپیک تابستانی ۲۰۰۴ شرکت کرده‌است.